# 宇宙ジェット

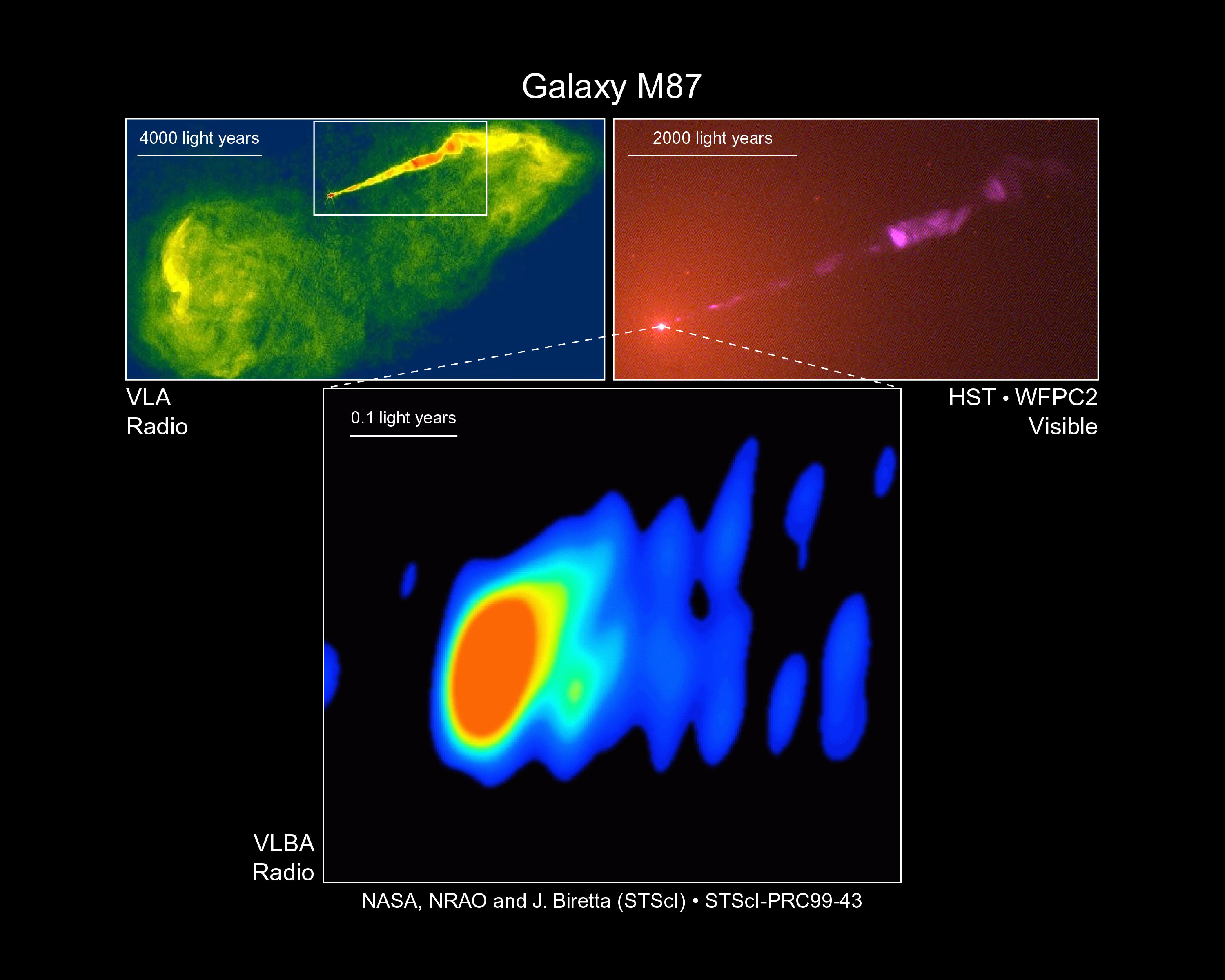
ブラックホールからの宇宙ジェット（M87銀河）

宇宙ジェット（うちゅうジェット、astrophysical jet）とは、重力天体を中心として細く絞られたプラズマガスなどが一方向又は双方向に噴出する現象をいう。
重力天体周辺の激しい天体活動がジェットを高速に加速すると考えられる。
宇宙ジェットの中心となる重力天体には、原始星、コンパクト星、大質量ブラックホールなどの場合がある。
また、この現象は、ブラックホール近傍で特徴的に見られるため、ブラックホールが存在する証拠としてしばしば用いられる。写真(1)
それに比べ、原始星の形成期に見られる宇宙ジェットは比較的小規模である。

## 原理

### 星形成時のジェット
（「双極分子流」など）
星間分子雲の中で星の卵が生まれ始める時、

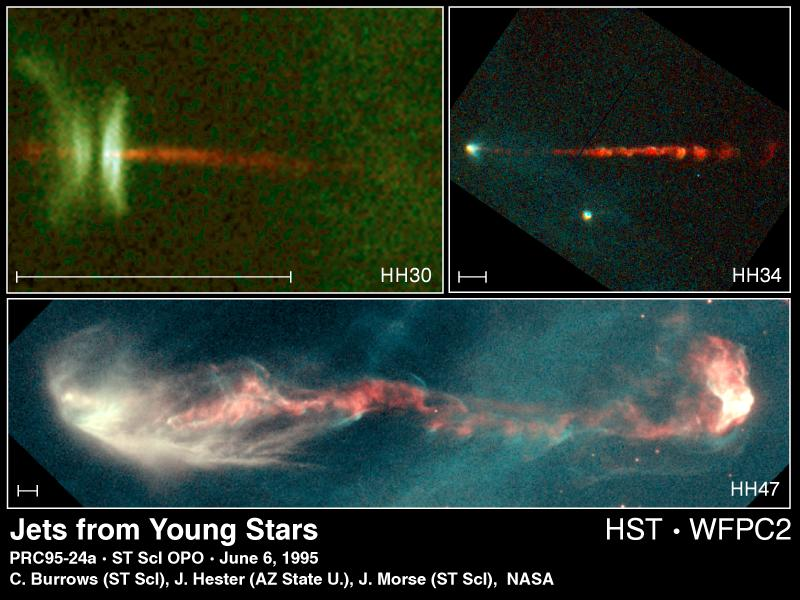
若い恒星からの宇宙ジェット：HH 30（上左）、HH 34（上右）、HH 47（下）

星間物質は重力によって引かれ合い、最初はあらゆる方向から集まってくるが、
質量が集中した所を中心にして段々と回転を始め、やがて円盤状のガス雲になる（ガスが収縮する中心部分では原始星が生まれる。収縮が複数の部分で起こると連星を形成する）。
ガス雲の回転中心に引き寄せられた物質のうち、一部は円盤と垂直に双方向にジェット状態で噴出していく。速度は毎秒10数km程度と考えられている。

#### ハービッグ・ハロー天体
ガス・ジェットの吹き出しと考えられる天体の一種にハービッグ・ハロー天体（Herbig-Haro object：HH）と呼ばれる天体がある。ハービッグ・ハロー天体は暗黒星雲の周縁部に見つかる。写真(2)はそれぞれ、HH 30（上左）、HH 34（上右）、HH 47（下）のものである。

### ブラックホールに付随するジェット

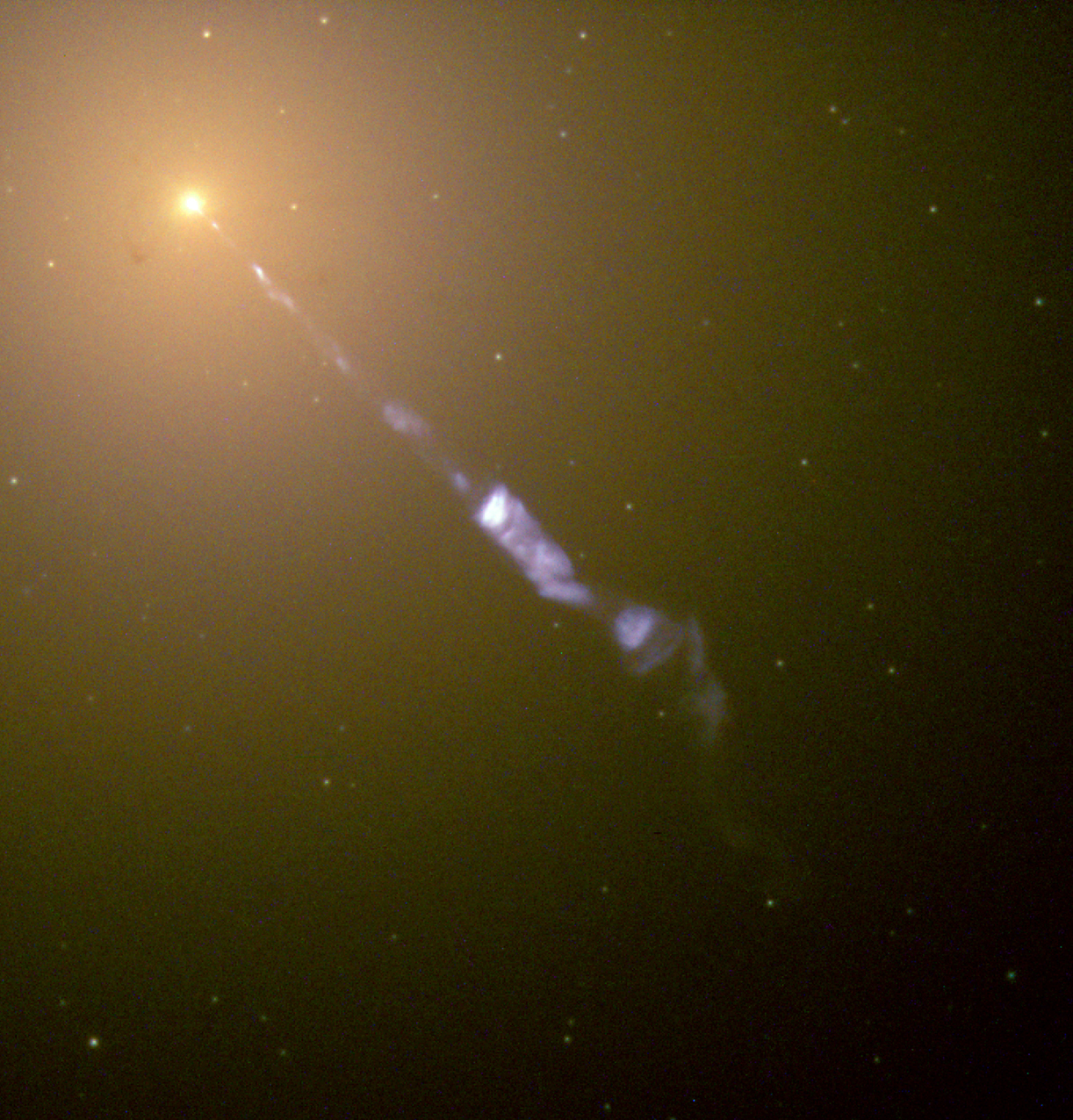
M81中心の巨大ブラックホールから放たれるジェット。長さは5,000光年に及ぶ。

星間物質などがブラックホールに吸い込まれる際にはしばしば、ブラックホールの周りに降着円盤と呼ばれる円盤状の雲が作られる。これに伴って、円盤の軸方向に超高速で脱出していく星間物質がしばしば観測される。クエーサーで観測されるジェットは同じ理由で発生していると考えられている。クエーサーのジェットの中には、光速を超える運動をして見えるものがあり、これらは超光速クエーサーと呼ばれている。これはジェットそのものの運動速度と、クエーサーの固有運動の組み合わせによるものである。
国立天文台水沢VLBI観測所の国際研究チームは、M87中心にある巨大ブラックホールからの高エネルギープラズマジェットの超光速運動を観測している。